# Павлов, Владимир Николаевич (музыкант)
Влади́мир Никола́евич Па́влов (12 июля 1947, Новосокольники, Псковская область — 5 марта 2013, Москва) — советский и российский военный дирижёр, композитор, педагог, подполковник запаса. Автор произведений для духовых оркестров, преподаватель Военно-дирижёрского факультета.

## Биография
Родился в многодетной семье работников железнодорожного транспорта. Отец — Николай Александрович Павлов (1914—2003), был бригадиром цеха водоснабжения станции Новосокольники. Мать — Анастасия Михайловна Павлова (урожд. Подковкина; 1926—2008), работала дежурной по железнодорожному переезду.
С 12 лет начал играть на трубе в оркестре новосокольнического клуба железнодорожников Октябрьской железной дороги, что стало стартом его музыкальной карьеры.
В 1966—1969 годах проходил срочную и сверхсрочную службу в армии в качестве музыканта нештатного оркестра (в/ч 25780) в городе Пушкин. В 1974 году окончил с отличием Военно-дирижёрский факультет при Московской консерватории. По дирижированию обучался на ВДФ у доцента И. Ф. Лысенко, по инструментовке — у полковника В. И. Николаева, по специальному инструменту военного оркестра — у преподавателя К. Я. Серостанова.
С 1974 года — военный дирижёр оркестра Ленинградского высшего военного инженерно-строительного Краснознамённого училища имени генерала армии А. Н. Комаровского (ЛВВИСКУ).

## Творческая деятельность
Творческое наследие композитора включает многочисленные произведения различных жанров: сочинения для духового оркестра, марши, фанфары, романсы и фортепианные пьесы. Среди его работ выделяются — Концертная пьеса для валторны с оркестром, «Увертюра-баллада», три брасс-квинтета, «Романс» (секстет для духовых инструментов), «Концертный вальс», «Испанский танец», «Увертюра-фантазия», «Сюита № 1», состоящая из четырёх частей, «Фанфарная прелюдия» для большого оркестра, «Сюита № 2»
Учёный муж, опора наша.
Большой знаток минорных маршей.
Основным направлением творчества было сочинение военных маршей. К ним относятся — «Защитники Родины», «Встречный марш», «Марш на русские темы» (для плац-концерта), «На боевом посту», «Праздничный марш», «Воздушный десант», «Братство боевое», «Русская гвардия», «Парад юности», «Ветераны в строю», «Старый капельмейстер» и многие другие произведения. Некоторые из них транслировались в 1980-х годах в радиопередачах Всесоюзного радио, посвящённых армейской музыкальной культуре.
Современная музыка «Развода караулов», написанная В. Павловым, вошла в обязательный служебно-строевой репертуар.
Им выполнено более двухсот обработок и инструментовок популярных песен и танцев, государственных гимнов многих стран мира (для роты почётного караула), издан ряд переложений для духового оркестра. Его сочинения исполняются военными оркестрами, включены в учебные программы курсантов Военного института (военных дирижёров) и воспитанников военно-музыкального училища.

## Педагогическая работа
С 1987 по 1992 год преподавал на кафедре инструментовки и чтения партитур Военно-дирижёрского факультета. После перехода в запас продолжил работу на факультете вплоть до 2004 года.

## Награды и звания
- Медаль «200 лет Министерству обороны» (2002)
- Медаль «70 лет Вооружённых Сил СССР» (1988)
- Медаль «60 лет Вооружённых Сил СССР» (1978)
- Медаль «За безупречную службу» I степени (1987)
- Медаль «За безупречную службу» II степени (1982)
- Медаль «За безупречную службу» III степени (1977)
- Воинское звание — подполковник запаса (с 1992 года)
- Ветеран военной службы

## Память
Скончался 5 марта 2013 года. Похоронен на Старом Михневском кладбище в Малаховке. (С1, Р33, У5)